# A列車で行こうDS
A列車で行こうDSとは、2009年4月23日にアートディンクから発売されたニンテンドーDS用ゲームソフトである。

## 概要
『A列車で行こうシリーズ』の第16作目。新作としてはシリーズ初の携帯ゲーム機作品で、移植版も含めると『リサと一緒に大陸横断 〜A列車で行こう〜』（PSP）以来2作目の携帯ゲーム機作品。任天堂ハードに限るとアートディンク開発・販売では『A列車で行こう』（ファミリーコンピュータ）以来の2作目、他社による移植を含めれば『A列車で行こうIII スーパーバージョン』（スーパーファミコン）以来の3作目となる。
プレイステーション版『A列車で行こう5』以来で約11年ぶりにテレビCMがテレビ東京とテレビ大阪の地域限定で放映された（現在は公式サイトで見ることが出来る）。また、週刊ファミ通のクロスレビューでゴールド殿堂入りとなった。
ニンテンドーDSならではの2画面やUIなどを活用して操作しやすく遊びやすいようになっている。また、「A列車で行こう6」で廃止されていたバスとトラックの項目が復活して道路を作成することが可能になった。

## 交通施設
鉄道と道路輸送の2種類の敷設・運営が可能。

### 鉄道

#### 列車
「旅客」と「貨物」の2つがある。
列車はプラン「旅客列車開発」、「貨物列車開発」で新型列車を開発することができる。「省エネ」、「積載力」、「馬力」、「接客設備」、「連結力」の5つの要素に開発ポイントを割り当てることで車両の開発ができる。例えば、「接客設備」と「速度」を上げると特急列車のように、「積載力」と「連結力」をあげたら通勤列車のようになる。
貨物列車の場合「積載力」、「接客設備」がなく、「省エネ」、「馬力」、「連結力」の３つの要素を割り当てて開発する。
また、色や名前も変えられるので、路線や等級で色分けすることも可能である。

#### 駅
駅は4種類あり、それぞれに特徴がある。
|        | 建物価格     | 工事費      | 運営費     | 客単価    | 必要資材 | 備考                         |
| ------ | ------------ | ----------- | ---------- | --------- | -------- | ---------------------------- |
| 簡易駅 | 1億2000万円  | 5000万円    | 0万円／日  | 0万円／人 | 0個      | 発展しない                   |
| 駅舎   | 5億5000万円  | 5000万円    | 20万円／日 | 100円／人 | 0個      | 利用客が2000人未満で赤字／日 |
| 駅ビル | 20億2000万円 | 5000万円    | 80万円／日 | 200円／人 | 16個     | 利用客が4000人未満で赤字／日 |
| 地下駅 | 28億8000万円 | 2億4000万円 | 50万円／日 | 100円／人 | 8個      | 利用客が5000人未満で赤字／日 |

ホーム数は最大4ホーム、ホーム長は3マス、5マスから選択可能。
また、わずかに建設費が高くなるが、2種類の装飾（跨線橋、屋根）も可能である。（地下駅は不可）。

### 道路輸送

#### 自動車
「バス」と「トラック」の2種類がある。
開発要素は、バスは「省エネ」「積載力」「馬力」「接客設備」、トラックは「省エネ」「馬力」があり、機能は列車と同じ。

#### 停車場
停車場は2種類ある。
|            | 建物価格    | 工事費 | 運営費    | 客単価  | 必要資材 | 備考            |
| ---------- | ----------- | ------ | --------- | ------- | -------- | --------------- |
| 停車場     | 6000万円    | 0万円  | 0万円／日 | 0円／人 | 0個      | 周囲5マスを発展 |
| 地下停車場 | 1億8000万円 | 0万円  | 0万円／日 | 0円／人 | 4個      | 周囲5マスを発展 |

停車場は片側のみに設置でき、反対車線では停車できない。停車させる場合は、1マスずらした位置に設置する。